# إرنيستو تيودورو مونيتا
أرنستو تيودور مونيتا (Ernesto Teodoro Moneta) هو صحفي وناشط سلام إيطالي ولد في ميلانو في (20 سبتمبر 1833)وتوفي في (10 فبراير 1918).

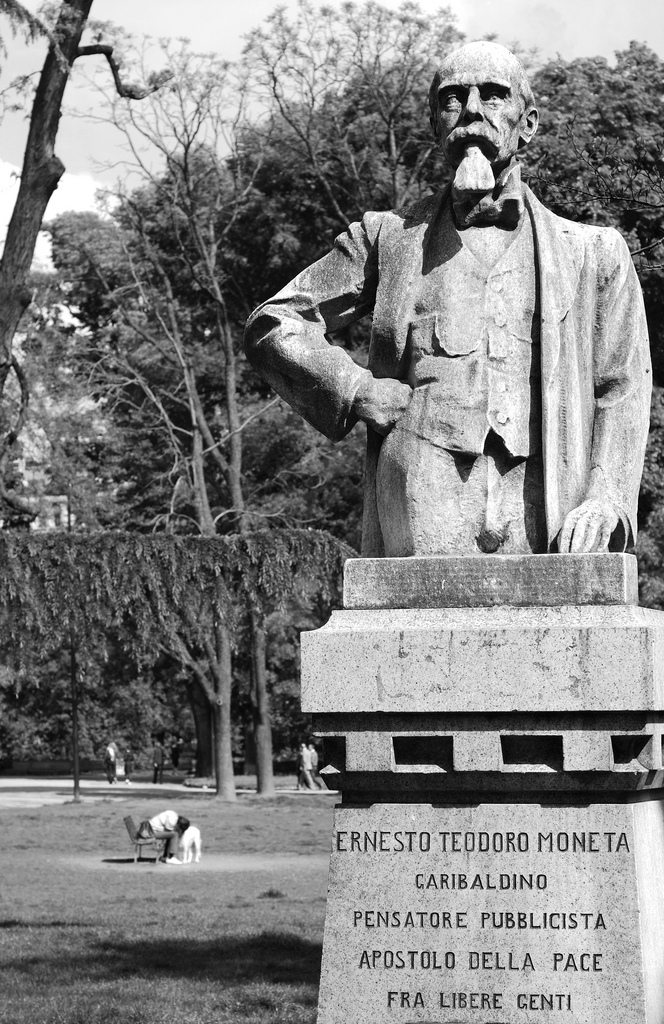
النصب التذكاري لمونيتا في حدائق بورتا فينيزيا في ميلانو

ولد أرنستو لعائلة أرستوقراطية إيطالية. تأثر في سن الخامسة عشرة بالهجوم النمساوي واظطر للمحاربة إلى جانب والده للدفاع عن منزل العائلة ورؤيته لجثث ثلاثة جنود نمساويين قرب المنزل. أدار جريدة Il Secolo الميلانية. أسس سنة 1891 مؤسسة سلام تدعى Società per la Pace e la Giustizia internazionale. توفي سنة 1918 جراء إصابته بمرض البنومونيا.
حاز سنة 1907 على جائزة نوبل للسلام.

## روابط خارجية
- إرنيستو تيودورو مونيتا على موقع الموسوعة البريطانية (الإنجليزية)
- إرنيستو تيودورو مونيتا على موقع إن إن دي بي (الإنجليزية)